# Il pranzo della domenica

Il pranzo della domenica est une comédie italienne de 2003 réalisée par Carlo Vanzina. Pour sa performance, Giovanna Ralli a été nommée pour le Ruban d'argent de la meilleure actrice dans un second rôle féminin, tandis que Rocco Papaleo et Maurizio Mattioli ont tous deux été nommés pour le Ruban d'argent du meilleur acteur dans un second rôle ,.

## Synopsis
Franca Malorni a trois filles avec lesquelles elle a une relation obsessionnelle. En fait, elle ne peut pas rompre avec elles et prétend que tous les dimanches les filles avec leurs familles, viennent auprès d'elle pour déjeuner. Lorsque Franca se brise le fémur et est hospitalisée, les trois filles commencent à réfléchir au testament.

## Fiche technique
- Titre : Il pranzo della domenica
- Réalisation : Carlo Vanzina
- Scénario : Enrico Vanzina, Carlo Vanzina
- Musique : Alberto Caruso
- Photographie : Claudio Zamarion
- Durée : 100 minutes
- Pays :	Italie
- Langue : italien
- Date de sortie : 2003

## Distribution
- Massimo Ghini : Massimo Papi
- Elena Sofia Ricci : Sofia Lo Iacono
- Barbara De Rossi : Barbara
- Galatea Ranzi : Susanna Papi
- Rocco Papaleo : Nicola Lo Iacono
- Maurizio Mattioli : Maurizio
- Giovanna Ralli : Franca Malorni
- Paolo Triestino : Luzi
- Marco Messeri : Marquis
- Gianfranco Barra : Torrisi
- Angelo Bernabucci : Consigliere Calcio
- Sergio Di Giulio :